# Martin Vigier
Pour les articles homonymes, voir Vigier.
Martin Vigier est un homme politique français né le 2 novembre 1854 à Trizac (Cantal) et décédé le 23 mai 1930 à La Tour-d'Auvergne (Puy-de-Dôme).
Notaire, il est maire de La Tour-d'Auvergne et conseiller général. Il est député du Puy-de-Dôme de 1907 à 1910, inscrit au groupe de la Gauche radicale socialiste. 

## Sources
- « Martin Vigier », dans le Dictionnaire des parlementaires français (1889-1940), sous la direction de Jean Jolly, PUF, 1960 [détail de l’édition]